# Безумное лето на море!
«Безумное лето на море!» (англ. Wet And Wild Summer!) — кинофильм.

## Сюжет
Молодой американец Бобби Маккейн едет в Австралию, чтобы построить современный курорт. Местные жители против строительства, а Бобби познакомившись с ними поближе принимает их сторону. Его отца пытаются объявить сумасшедшим чтобы завладеть компанией, австралийцы помогают ему не допустить этого.

## В ролях
- Кристофер Аткинс — Бобби Маккейн
- Джулиан Макмэхон — Мик Дули
- Ревекка Карлтон — Джули Томас (как Ребекка Креста)
- Ванесса Стил
- Эллиотт Гулд — Майк Маккейн
- Ричард Картер — Истмен
- Аманда Ньюмен-Филлипс — Кайли
- Кристофер Пате — Ричард Грей
- Лоис Ларимор-Холл — Донна Маккейн
- Брайан М. Логан — Терри
- Марк Хембров — Макс
- Питер Гоу — Тиши
- Энтони Лоуренс — Клинт Истмен
- Энн Бриск — Анни Маккейн
- Элизабет Макайвор — Хелен